# Fiebre sennetsu
La fiebre sennetsu, también llamada ehrlichiosis humana, es una enfermedad infecciosa descrita en Japón que está causada por una bacteria de vida intracelular llamada Neorickettsia sennetsu, anteriormente clasificada como Ehrlichia sennetsu. Afecta exclusivamente a la especie humana, los síntomas consisten en fiebre, malestar general, dolor de cabeza, dolor muscular y dolor articular. Habitualmente cursa con inflamación dolorosa de los ganglios linfáticos (adenopatías) sobre todo en la región cervical y detrás de las orejas. En los análisis de sangre se observa aumento en la cifra de linfocitos (linfocitosis). Los síntomas son muy similares a los de la mononucleosis infecciosa. Los pacientes suelen recuperarse sin complicaciones ni secuelas.

## Historia
La enfermedad fue descrita por primera vez en el año 1954 en Japón. Se han detectado más casos en Malasia y otras partes de Asia.